# انتخابات مجلس نمایندگان ایالات متحده آمریکا (۲۰۲۰)
انتخابات ۲۰۲۰ مجلس نمایندگان ایالات متحده آمریکا برای انتخاب نمایندگان از ۴۳۵ حوزه انتخاباتی در هر یک از ۵۰ ایالت ایالات متحده در ۳ نوامبر ۲۰۲۰ برگزار شد. همچنین انتخابات ریاست‌جمهوری ایالات متحده آمریکا (۲۰۲۰) و انتخابات ۲۰۲۰ مجلس سنا نیز در این تاریخ برگزار شد. برندگان این انتخابات در صد و هفدهمین کنگره ایالات متحده آمریکا مشغول به خدمت می‌شوند که کرسی‌های آنها بر اساس سرشماری ۲۰۱۰ ایالات متحده آمریکا تخصیص یافته‌است. دموکرات‌ها از ۳ ژانویه ۲۰۱۹ و در نتیجه انتخابات ۲۰۱۸ مجلس نمایندگان که ۲۳۵ کرسی را به دست آوردند، اکثریت را در مجلس نمایندگان نیز به دست آوردند.
با توجه به عدم محبوبیت دونالد ترامپ، رئیس‌جمهور وقت آمریکا و نگرش‌های سراسری نسبت به دنیاگیری کووید ۱۹، در بسیاری از نظرسنجی‌ها، از جمله نظر سنجی‌های جمهوری‌خواه و مستقل، پیش‌بینی شده بود که دموکرات‌ها اکثریت مجلس خود را تا ۱۵ کرسی گسترش دهند. با این وجود، اگرچه دموکرات‌ها کنترل مجلس را در دست داشتند، جمهوری خواهان بیش از انتظارات ظاهر شدند و اکثراً کرسی‌هایی را که در سال ۲۰۱۸ از دست دادند، دوباره به دست آوردند. برخی حضور ترامپ در صندوق‌های رای را افزایش مشارکت بالای جمهوری خواهان عنوان کرده‌اند. برخی دیگر، تلاش‌های حزب جمهوری‌خواه در اولویت قرار دادن انتخاب زنان را دلیل موفقیت آنها عنوان کرده‌اند. به‌طور کلی، جمهوری خواهان تازه‌وارد برای یازدهمین دوره کنگره، متنوع‌ترین ترکیب جمهوری‌خواه در کل تاریخ حزب است و حدود نیمی از آن زنان یا اقلیت‌ها هستند.

## نتایج کلی
| احزاب              | احزاب              | آرا         | %   | +/- | کرسی | +/-     |
| ------------------ | ------------------ | ----------- | --- | --- | ---- | ------- |
|                    | دموکرات            |             |     |     | ۲۲۲  | 13      |
|                    | جمهوری‌خواه         |             |     |     | ۲۱۲  | 13      |
|                    | لیبرترین           |             |     |     | ۰    | بی‌تغییر |
|                    | حزب سبز            |             |     |     | ۰    | بی‌تغییر |
|                    | حزب قانون اساسی    |             |     |     | ۰    | بی‌تغییر |
|                    | دیگر احزاب         |             |     |     | ۰    | بی‌تغییر |
|                    | مستقل‌ها            |             |     |     | ۰    | بی‌تغییر |
|                    |                    |             |     |     |      |         |
| رأی معتبر          |                    |             |     |     |      |         |
| آرا خالی و نامعتبر |                    |             |     |     |      |         |
| جمع                | جمع                |             | ۱۰۰ |     | 435  | بی‌تغییر |
| ممتنع              |                    |             |     |     |      |         |
| مشارکت در انتخابات | مشارکت در انتخابات | ۲۳۹٬۲۴۷٬۱۸۲ |     |     |      |         |